# Azeris
Azeris (em azeri: Azərilər آذربایجان تورک لری, lit. "turcos azerbaijanos"), azerbaijanis, azerbaijanos ou azerbaijaneses (Azərbaycanlılar) são um grupo étnico túrquico com cerca de trinta milhões de indivíduos no mundo; a maioria, entre 16 e 23 milhões (as estimativas variam), vive no Irã, onde chamam a si próprios azaris. Os demais, cerca de oito milhões, vivem na República do Azerbaijão.
Há também comunidades consideráveis na Turquia, Geórgia, Rússia, Estados Unidos, Canadá e Alemanha.
A maioria esmagadora é muçulmana xiita. Devido aos laços históricos com vários dos antigos povos iranianos e aos laços culturais com os persas, algumas fontes incluem os azeris como um povo iraniano, embora o moderno azeri seja uma língua turcomana. O assunto permanece aberto a debates.

## Origens
Têm sido debatidas as origens étnicas, culturais e linguísticas do povo azerbaijano (ou azeri). Este debate tem levado a reivindicações históricas sobre os seus territórios, assim como às noções de nacionalismo do século XX, envolvendo basicamente três pontos de vista conflitantes:
- se os azeris são de origem turca, originários da Ásia Central,
- se são um povo iraniano que simplesmente mudou sua língua após as invasões turcas ou
- se são um povo nativo do Cáucaso que simplesmente adotou uma língua turca e se converteu ao Islã.
Portanto, a determinação de sua origem — turca, iraniana ou caucasiana — define os azeris e as visões históricas de seus vizinhos.

### Análise da origem turca
Invasores turcos chegaram ao Azerbaijão em várias ocasiões ao longo dos séculos, mas é incerto se todos ou a maioria se fixou e permaneceu no Azerbaijão, ou se chegaram e partiram, até que um grupo tornou-se numericamente grande o bastante para modificar a região.
Fatores morfológicos do povo azeri em áreas rurais isoladas mostram-se completamente similares aos de alguns povos turcos próximos, especialmente os turcomenos e os turcos da Turquia.
De acordo com o historiador albanês caucasiano Moisés de Dascurã, no período entre 191 e 200 da Era Cristã, hordas de turcos barsis e cazares cruzaram o rio Cura, onde hoje é o Azerbaijão.
Dentre outros historiadores conhecidos, Atabari descreve em detalhes várias incursões de tribos uralo-altaicas (hunos e cazares) no Azerbaijão, durante os séculos IV e V. Atabari também cita uma significativa presença turca no Azerbaijão e em regiões adjacentes, na metade do século VI.
Moisés de Dascurã também declara que, no ano de 629, o exército dos goturcos, assim como várias tribos cazares adentraram no Azerbaijão, declarando-o "possessão eterna" dos turcos.
Fontes bizantinas da metade do século VI referem-se a "assentamentos turcos cazares" na margem esquerda do rio Cura. Moisés de Dascurã faz referência a um "estado huno" na margem esquerda do rio Cura no século VII.
De acordo com o professor Peter B. Golden, no decorrer do século VII, as duas principais uniões tribais emergiram sob a bandeira turca: os cazares e os búlgaros... os cazares formaram a maior parte das forças turcas usadas pelo imperador bizantino Heráclio (r. 610–640) na sua contraofensiva aos sassânidas (governantes) no Azerbaijão".
A presença pré-islâmica é evidenciada na literatura após a conquista islâmica da região, numa era que ficou famosa por suas análises histórica, geográfica e científica do mundo pelos acadêmicos muçulmanos. De acordo com o trabalho do século VII de Ubaide ibne Xaria, o califa muçulmano Moáuia I (r. 661–680) contou que o Azerbaijão "tem sido uma terra de turcos. Tendo lá se reunido, eles se mesclaram com outros, completando-se".
Deve-se também notar que o famoso "Livro de Dede Korkut", o épico dos turcos oguzes (considerados pelos azeris como seus principais ancestrais) foi escrito na Ásia Central nos séculos VI e VII.
Deve ser notado que as condições demográficas e sociais são difíceis de se certificar, sob domínio turco. Muitas questões permanecem sem resposta, como, por exemplo, se as tribos turcas substituíram os povos que viviam no Azerbaijão antes de sua chegada ou se simplesmente se mesclaram com estes.

### Possíveis origens iranianas
Devido aos laços históricos com várias tribos ancestrais iranianas e laços culturais com os persas, algumas fontes incluem os azeris entre os povos iranianos, embora a moderna língua azeri seja uma língua turca, deixando a questão aberta a debates. Muitas cidades no Azerbaijão têm nomes iranianos (Tabriz, Bacu, Macu, Ganja). Sem levar em consideração, muito tem se descoberto sobre os albaneses caucasianos, inclusive sua língua e história na região assim como sua conversão ao Cristianismo. Adicionalmente, alguns acreditam que a língua udi, que é uma língua caucasiana, é um remanescente dos antigos albaneses que foram assimilados pelas várias culturas invasoras através dos tempos. Finalmente, animosidades étnicas e rivalidades com muitos dos povos próximos têm possivelmente impedido os modernos azeris de examinar possíveis laços com seus vizinhos. Difícil de determinar é o número completo de invasores turcos, que não deve ter sido suficientemente grande para alterar a população dramaticamente no sentido genético.

### Evidência genética
A população do Azerbaijão é indubitavelmente diversa, mas lá apresenta traços distintos descobertos através de testes genéticos que talvez revelem mais sobre as origens dos modernos azerbaijanos. A composição genética do Azerbaijão (como da Turquia) atualmente é muito mais parecida à de seus vizinhos mais próximos como os iranianos, povos do Cáucaso e libaneses (embora nenhuma seja uma população de língua turca) que às populações de línguas turcas da Ásia Central. Além disso, há evidências de mistura genética derivada de grupos turcos centro-asiáticos, em particular os turcomenos encontrados em no outro lado do Mar Cáspio, mais alta que entre seus vizinhos, inclusive georgianos, armênios e persas. A conclusão preliminar desses testes genéticos mostra que os azeris como sendo uma população bastante miscigenada, aproximando-se, em ordem de grandeza de semelhança, principalmente com os povos do Cáucaso, com os povos turcos,libaneses e iranianos, seguindo-se a similaridade com os europeus e depois com os turcos da Ásia Central. Adicionalmente, análises genéticas de DNA mitocondrial têm mostrado que as populações caucasianas são geneticamente intermediárias entre os europeus e as populações do Oriente Próximo, sendo mais próximos dos europeus. Em contraste, análises do cromossomo Y mostram uma aproximação genética maior com o Oriente Médio que com a Europa. Esses estudos são imprecisos e qualquer conclusão deve ser bastante cautelosa. As análises tem sido feitas com uma porção limitada de genes, assim como nenhuma amostra foi colhida no Irã onde a maioria dos azeris vive. Análises de autossomos e de amostras mais abrangentes são necessárias para a verificação dessas hipóteses controversas.

## Língua
Os azerbaijanos falam azeri (também chamado azerbaijano ou turco azerbaijano), uma língua turca que é mutuamente inteligível com o turco, com pequenas variações de sotaque, vocabulário e gramática. As línguas turcas incluem o turcomeno, iacute e uzbeque. O idioma azeri padrão se desenvolveu progressivamente a partir do século X.
A moderna língua escrita dos azerbaijanos se desenvolveu do século X ao XIII, depois das migrações dos turcos oguzes e do declínio do Estado de Jabu Oguz na Ásia Central. Este é o período que é chamado de era de ouro cultural e linguística azeri.

## Demografia
Há um total entre 23 e 40 milhões de azeris no mundo, não havendo precisão nos dados.
Desde o início do século XX sucessivos governos iranianos têm evitado publicar qualquer estatística sobre os grupos étnicos. Esta política dificulta qualquer estimativa sobre distribuição e tamanho dos grupos étnicos no Irã. Os tamanhos das populações de grupos étnicos turco-falantes são estimados como sendo bem maiores que os publicados oficialmente no Irã.
De acordo com duas fontes mais importantes, temos a população de falantes da língua azeri nos dois principais países da etnia, Azerbaijão e Irã. Estas estimativas diferem de 23,4 a 30 milhões no total. Este total não inclui os falantes de língua azeri no Iraque, Afeganistão, Turquia, Geórgia, Daguestão e outros pequenos bolsões no Oriente Médio e na Rússia. O Ethnologue  acrescenta 864.000 falantes azeris fora do Irã e do Afeganistão.
| Fonte                         |               |       | Número de falantes |
|                               | (Quando dado) |       |                    |
| CIA Facts Book on Azerbaijan] | 7.911.974     | 90,6% | 7.168.248          |
| CIA Facts Book on Iran]       | 68.017.860    | 24%   | 16.324.286         |
|                               |               |       | __________         |
|                               |               | Total | 23.492.534         |
| Ethnologue on Azerbaijan      |               |       | 6.069.453          |
| Ethnologue on Iran            |               |       | 11.200.000         |
|                               |               |       | __________         |
|                               |               | Total | 17.269.453         |

Regiões onde o azerbaijano é falado por grupos significantes de pessoas:
- Azerbaijano (dialeto setentrional)

Azerbaijão, sul do Daguestão, ao longo do litoral do Mar Cáspio e ao sul da cordilheira do Cáucaso. Também falado na Armênia, Estônia, Geórgia, Cazaquistão, Quirguistão, Rússia, Turcomenistão e Usbequistão.
- Azerbaijano (dialeto meridional)

Províncias de Azerbaijão Ocidental, Azerbaijão Oriental, Ardabil, Zanjã, e parte da província de Marcazi, no Irã. Muitos distritos de Teerã. Alguns grupos azeri-falantes estão na província de Fars e em outras partes do Irã. Também falado no Afeganistão, Azerbaijão, Iraque, Jordânia, Síria, Turquia e Estados Unidos.
Estima-se entre 16 e 23 milhões o número de azeris no Irã, oito milhões no Azerbaijão, entre 0,6 e 2,2 milhões na Rússia, possivelmente mais de um milhão nos Estados Unidos, entre 50 e 500 mil na Ucrânia, entre 50 e 500 mil na Alemanha, mais de 800 mil na Turquia, mais de 400 mil na Geórgia, e entre 78 e 200 mil no Cazaquistão. Reino Unido, Dinamarca, Noruega, Países Baixos, Uzbequistão e Turcomenistão também têm populações significativas de azerbaijanos.
Mais de 90% dos azerbaijanos são muçulmanos xiitas, mas também há sunitas, judeus, zoroastrianos, cristãos e bahá'ís. Mas o Azerbaijão é um dos países mais seculares e irreligiosos do mundo. De acordo com uma recente pesquisa do Gallup, 53% dos entrevistados indicando a importância da religião na sua vida como pouca ou nenhuma. A mesma pesquisa indica que apenas 20% dos entrevistados participaram de serviços religiosos.